# Tulostoma gracilipes
Tulostoma gracilipes es una especie de hongo del género Tulostoma, de la familia Agaricaceae, orden Agaricales. Fue descrita por el micólogo argentino Jorge Eduardo Wright.

## Distribución
T. gracilipes es una especie muy infrecuente a nivel mundial. Se distribuye por el Sudáfrica y México. Suelen encontrarse en suelos arenosos, vegetación de mezquite, bajo el Phaulothamnus spinescens o entre hojarasca durante el otoño. 

## Taxonomía
T. gracilipes coincide en cierta medida con la descripción de T. pulchellum. Dado que el holotipo de esta especie es de Sudáfrica, no se descarta la posibilidad de que la especie mexicana sea una especie diferente o incluso una forma pequeña de T. pulchellum.

## Descripción
T. gracilipes tiene basidiomas pequeños, tallo delicado, estoma fibriloso a denticulado sin peristoma delimitado. Sus septos capilicios son redondeados, no hinchados y las esporas son verrugosas y ligeramente ovoides. Cuenta con un exoperidio membranoso.